# Torsten May
Pour les articles homonymes, voir May.
Torsten May est un boxeur allemand né le 9 octobre 1969 à Glauchau.

## Carrière
Champion du monde de boxe amateur à Sydney en 1991 dans la catégorie mi lourds, il devient champion olympique aux Jeux de Barcelone en 1992. May passe professionnel l'année suivante et remporte ses 15 premiers combats avant de s'incliner aux points contre Adolpho Washington pour le gain du titre vacant IBF des lourds-légers.

## Parcours auxJeux olympiques
Jeux olympiques d'été de 1992 à Barcelone (poids mi-lourds) :
- Bat Gil-Nam Kim (Corée du Nord) aux points
- Bat Dale Brown (Canada) aux points
- Bat Montell Griffin (États-Unis) aux points
- Bat Wojciech Bartnik (Pologne) aux points
- Bat Rostislav Zaulitchny (Équipe unifiée) aux points